# CD Большого Пса
CD Большого Пса (лат. CD Canis Majoris) — одиночная переменная звезда в созвездии Большого Пса на расстоянии (вычисленном из значения параллакса) приблизительно 4660 световых лет (около 1429 парсеков) от Солнца. Видимая звёздная величина звезды — от +13,1m до +11,8m.

## Характеристики
CD Большого Пса — пульсирующая полуправильная переменная звезда типа SRB (SRB).